# Tiro ai Giochi della XXX Olimpiade - Carabina 50 metri 3 posizioni femminile
La gara di carabina 50 metri 3 posizioni femminile dei Giochi della XXX Olimpiade si è svolta il 4 agosto 2012, con la partecipazione di 47 atlete.

## Formato
L'evento si articola in due fasi: un turno di qualificazione e la finale.
Nella qualificazione, ogni atleta spara 60 colpi, 20 in ognuna delle tre posizioni (sdraiato, in piedi, in ginocchio); in ognuno di essi, il punteggio varia da 0 a 10 (con incrementi di 1) a seconda della distanza dal centro del bersaglio. I primi 8 tiratori accedono alla finale.
Nella finale, ogni atleta spara 10 colpi addizionali, tutti dalla posizione in piedi, il cui punteggio ha un incremento di 0,1 (con un massimo di 10,9); il punteggio finale considera tutti i 70 colpi sparati.

## Record
Prima della competizione, i record olimpici e mondiali erano i seguenti:
| Qualificazione  | Qualificazione                 | Qualificazione    | Qualificazione              | Qualificazione |
| --------------- | ------------------------------ | ----------------- | --------------------------- | -------------- |
| Record mondiale | Sonja Pfeilschifter (Germania) | 594               | Monaco di Baviera, Germania | 28 maggio 2006 |
| Record olimpico | Renata Mauer (Polonia)         | 589               | Atlanta, Stati Uniti        | 24 luglio 1996 |
| Intera gara     |                                |                   |                             |                |
| Record mondiale | Sonja Pfeilschifter (Germania) | 698 (569+104,0)   | Monaco di Baviera, Germania | 28 maggio 2006 |
| Record olimpico | Du Li (Cina)                   | 690,3 (589+101,3) | Pechino, Cina               | 14 agosto 2008 |

## Programma
| Data          | Ora (BST/UTC+1) | Turno          |
| ------------- | --------------- | -------------- |
| 4 agosto 2012 | 9:00            | Qualificazioni |
| 4 agosto 2012 | 12:45           | Finale         |

## Turno di qualificazione
| Pos. | Atleta                  | Nazione       | 1   | 2   | Sdraiato | 3   | 4  | In piedi | 5   | 6   | In ginocchio | Totale | Spareggi | Note  |
| ---- | ----------------------- | ------------- | --- | --- | -------- | --- | -- | -------- | --- | --- | ------------ | ------ | -------- | ----- |
| 1    | Jamie Lynn Gray         | Stati Uniti   | 98  | 100 | 198      | 99  | 99 | 198      | 98  | 98  | 196          | 592    |          | Q, OR |
| 2    | Ivana Maksimović        | Serbia        | 98  | 98  | 196      | 100 | 97 | 197      | 98  | 99  | 197          | 590    |          | Q     |
| 3    | Dar'ja Vdovina          | Russia        | 100 | 100 | 200      | 100 | 94 | 194      | 96  | 95  | 191          | 585    |          | Q     |
| 4    | Adéla Sýkorová          | Rep. Ceca     | 96  | 99  | 195      | 98  | 98 | 196      | 97  | 96  | 193          | 584    |          | Q     |
| 5    | Agnieszka Nagay         | Polonia       | 99  | 98  | 197      | 98  | 95 | 193      | 97  | 97  | 194          | 584    |          | Q     |
| 6    | Snježana Pejčić         | Croazia       | 97  | 96  | 193      | 99  | 96 | 195      | 98  | 98  | 196          | 584    |          | Q     |
| 7    | Barbara Engleder        | Germania      | 100 | 97  | 197      | 98  | 96 | 194      | 93  | 99  | 192          | 583    | 49.8     | Q     |
| 8    | Sylwia Bogacka          | Polonia       | 98  | 98  | 196      | 95  | 99 | 194      | 96  | 97  | 196          | 583    | 49.6     | Q     |
| 9    | Li Peijing              | Cina          | 100 | 98  | 198      | 94  | 95 | 189      | 99  | 97  | 196          | 583    | 47.8     |       |
| 10   | Na Yoon-Kyung           | Corea del Sud | 98  | 99  | 197      | 96  | 95 | 191      | 98  | 97  | 195          | 583    | 46.9     |       |
| 11   | Stine Nielsen           | Danimarca     | 97  | 98  | 195      | 95  | 96 | 191      | 99  | 97  | 196          | 582    |          |       |
| 12   | Petra Zublasing         | Italia        | 98  | 94  | 192      | 97  | 97 | 194      | 98  | 97  | 195          | 581    |          |       |
| 13   | Du Li                   | Cina          | 97  | 98  | 195      | 97  | 95 | 192      | 97  | 97  | 194          | 581    |          |       |
| 14   | Mahlagha Jambozorg      | Iran          | 98  | 100 | 198      | 96  | 94 | 190      | 95  | 98  | 193          | 581    |          |       |
| 15   | Amanda Furrer           | Stati Uniti   | 97  | 99  | 196      | 96  | 93 | 189      | 100 | 96  | 196          | 581    |          |       |
| 16   | Eglys Yahima de la Cruz | Cuba          | 99  | 95  | 194      | 94  | 97 | 191      | 97  | 99  | 196          | 581    |          |       |
| 17   | Jeong Mi-Ra             | Corea del Sud | 99  | 98  | 197      | 91  | 95 | 186      | 99  | 99  | 198          | 581    |          |       |
| 18   | Laurence Brize          | Francia       | 98  | 98  | 196      | 97  | 97 | 194      | 97  | 94  | 191          | 581    |          |       |
| 19   | Sonja Pfeilschifter     | Germania      | 98  | 100 | 198      | 98  | 98 | 196      | 95  | 92  | 187          | 581    |          |       |
| 20   | Malin Westerheim        | Norvegia      | 97  | 98  | 195      | 91  | 96 | 187      | 97  | 100 | 197          | 579    |          |       |
| 21   | Dianelys Perez          | Cuba          | 98  | 99  | 197      | 96  | 93 | 189      | 98  | 95  | 193          | 579    |          |       |
| 22   | Sakina Mamedova         | Uzbekistan    | 98  | 94  | 192      | 96  | 96 | 192      | 96  | 98  | 194          | 578    |          |       |
| 23   | Marjo Yli-Kiikka        | Finlandia     | 98  | 99  | 197      | 96  | 91 | 187      | 96  | 98  | 194          | 578    |          |       |
| 24   | Olga Dovgun             | Kazakistan    | 99  | 98  | 197      | 94  | 92 | 186      | 97  | 98  | 195          | 578    |          |       |
| 25   | Emilie Evesque          | Francia       | 97  | 99  | 196      | 94  | 95 | 189      | 98  | 95  | 193          | 578    |          |       |
| 26   | Daria Tykhova           | Ucraina       | 98  | 99  | 197      | 97  | 93 | 190      | 97  | 93  | 190          | 577    |          |       |
| 27   | Andrea Arsović          | Serbia        | 98  | 98  | 196      | 95  | 95 | 190      | 98  | 93  | 191          | 577    |          |       |
| 28   | Ljubov' Galkina         | Russia        | 96  | 95  | 191      | 97  | 97 | 194      | 96  | 96  | 192          | 577    |          |       |
| 29   | Xiang Wei Jasmine Ser   | Singapore     | 97  | 97  | 194      | 95  | 95 | 190      | 96  | 97  | 193          | 577    |          |       |
| 30   | Petya Lukanova          | Bulgaria      | 97  | 100 | 197      | 96  | 94 | 190      | 94  | 96  | 190          | 577    |          |       |
| 31   | Anzela Voronova         | Estonia       | 99  | 98  | 197      | 89  | 96 | 185      | 97  | 97  | 194          | 576    |          |       |
| 32   | Kateřina Emmons         | Rep. Ceca     | 99  | 99  | 198      | 98  | 95 | 193      | 93  | 92  | 185          | 576    |          |       |
| 33   | Azza Al-Qasmi           | Brunei        | 98  | 98  | 196      | 95  | 95 | 190      | 95  | 95  | 190          | 576    |          |       |
| 34   | Daniela Pešková         | Slovacchia    | 99  | 96  | 195      | 97  | 95 | 192      | 94  | 95  | 189          | 576    |          |       |
| 35   | Elania Nardelli         | Italia        | 99  | 97  | 196      | 95  | 96 | 191      | 94  | 93  | 187          | 574    |          |       |
| 36   | Živa Dvoršak            | Slovenia      | 98  | 98  | 196      | 95  | 94 | 189      | 95  | 94  | 189          | 574    |          |       |
| 37   | Stephanie Obermoser     | Austria       | 100 | 96  | 196      | 94  | 94 | 188      | 93  | 96  | 189          | 573    |          |       |
| 38   | Dariya Sharipova        | Ucraina       | 94  | 96  | 190      | 97  | 98 | 195      | 94  | 94  | 188          | 573    |          |       |
| 39   | Alexis Martínez         | Messico       | 99  | 95  | 194      | 93  | 95 | 188      | 94  | 96  | 190          | 572    |          |       |
| 40   | Annik Marguet           | Svizzera      | 97  | 99  | 196      | 91  | 92 | 183      | 94  | 97  | 191          | 570    |          |       |
| 41   | Robyn van Nus           | Australia     | 95  | 100 | 195      | 92  | 95 | 187      | 96  | 92  | 188          | 570    |          |       |
| 42   | Jennifer McIntosh       | Gran Bretagna | 97  | 97  | 194      | 91  | 96 | 187      | 94  | 95  | 189          | 570    |          |       |
| 43   | Elaheh Ahmadi           | Iran          | 96  | 97  | 193      | 92  | 95 | 187      | 93  | 94  | 187          | 567    |          |       |
| 44   | Maryam Arzouqi          | Kuwait        | 97  | 100 | 197      | 94  | 93 | 187      | 88  | 92  | 180          | 564    |          |       |
| 45   | Melissa Mikec           | El Salvador   | 99  | 96  | 195      | 90  | 91 | 181      | 92  | 92  | 194          | 560    |          |       |
| 46   | Bahya Mansour Al-Hamad  | Qatar         | 97  | 98  | 195      | 90  | 92 | 182      | 92  | 86  | 178          | 555    |          |       |
| –    | Alethea Sedgman         | Australia     |     |     |          |     |    |          |     |     |              |        |          | DNS   |

## Finale
| Posizione | Atleta           | Qual. | 1    | 2    | 3    | 4    | 5    | 6    | 7    | 8    | 9    | 10   | Finale | Totale | Note |
| --------- | ---------------- | ----- | ---- | ---- | ---- | ---- | ---- | ---- | ---- | ---- | ---- | ---- | ------ | ------ | ---- |
|           | Jamie Lynn Gray  | 592   | 10.5 | 9.2  | 10.3 | 10.1 | 9.6  | 10.5 | 10.0 | 10.0 | 8.9  | 10.8 | 99.9   | 691.9  | OR   |
|           | Ivana Maksimović | 590   | 9.3  | 10.3 | 10.2 | 9.5  | 9.3  | 10.9 | 9.2  | 10.1 | 9.6  | 9.1  | 97.5   | 687.5  |      |
|           | Adéla Sýkorová   | 584   | 10.5 | 8.8  | 9.9  | 10.3 | 10.5 | 9.9  | 10.7 | 8.0  | 10.2 | 10.2 | 99.0   | 683.0  |      |
| 4         | Sylwia Bogacka   | 583   | 9.7  | 10.4 | 9.8  | 9.9  | 10.2 | 9.5  | 9.7  | 9.4  | 10.2 | 10.1 | 98.9   | 681.9  |      |
| 5         | Snježana Pejčić  | 584   | 10.0 | 10.2 | 10.6 | 9.4  | 10.4 | 9.7  | 8.7  | 9.7  | 9.9  | 9.3  | 97.9   | 681.9  |      |
| 6         | Barbara Engleder | 583   | 10.2 | 8.6  | 9.7  | 10.4 | 9.7  | 10.8 | 9.7  | 9.3  | 9.8  | 9.6  | 97.8   | 680.8  |      |
| 7         | Dar'ja Vdovina   | 585   | 10.3 | 9.9  | 10.7 | 9.7  | 8.9  | 9.6  | 10.1 | 8.4  | 9.2  | 9.0  | 95.8   | 680.8  |      |
| 8         | Agnieszka Nagay  | 584   | 10.2 | 9.8  | 8.7  | 9.6  | 9.3  | 9.8  | 9.3  | 8.8  | 9.0  | 9.7  | 94.2   | 678.2  |      |